# Julius Schulte-Frohlinde

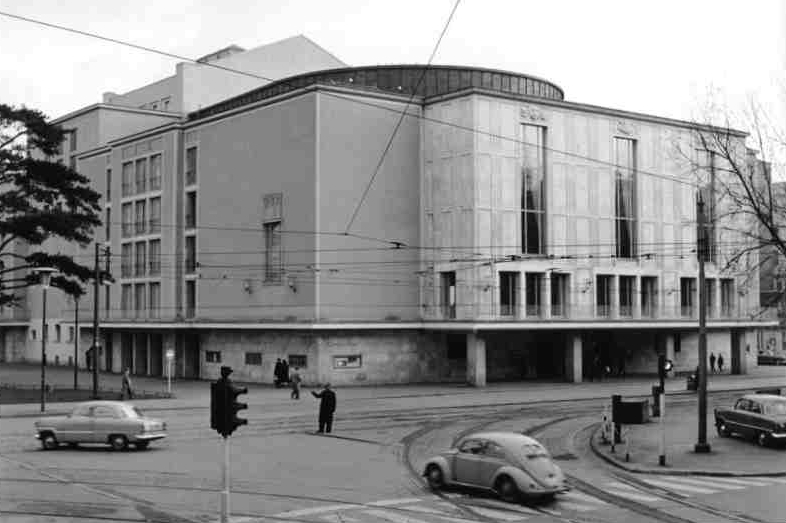
Opernhaus Düsseldorf, 1959

Julius Schulte-Frohlinde (* 26. Mai 1894 in Bremen; † 20. November 1968 in Düsseldorf) war ein deutscher Architekt. Er war u. a. in Köln, Nürnberg, Bremen und Düsseldorf tätig.

## Biografie
Nach Schulbesuch und Abitur studierte Julius Schulte-Frohlinde Architektur in München und Stuttgart. Die von Paul Bonatz und Paul Schmitthenner in Stuttgart maßgeblich geprägte Architekturausbildung hatte in den 1920er Jahren als Stuttgarter Schule großen Einfluss auf das Baugeschehen.
Schulte-Frohlinde unterbrach sein Studium wegen des Ausbruchs des Ersten Weltkriegs. Gemeinsam mit seinem Jugendfreund Hans Hinsch meldete er sich freiwillig beim Pionier-Bataillon 10. Im Mai 1915 wurde er verwundet. Als Flugzeugführer war er bis Kriegsende im Jagdgeschwader 1 „Richthofen“ im Einsatz.
Nach Ende des Krieges schloss er 1924 sein Architekturstudium an der Technischen Hochschule in Stuttgart ab und arbeitete in der Folgezeit als Assistent von Paul Bonatz. Im Rahmen dieser Tätigkeit gelangte er nach Köln, wo Adolf Abel – ein anderer Bonatz-Schüler – 1925 zum Stadtbaudirektor ernannt worden war.
In der Folge war Schulte-Frohlinde unter anderem am Entwurf der Staatenhalle der Pressa-Ausstellung im Jahre 1928 beteiligt, eines Gebäudes, das mit seiner monumentalisierenden Backstein-Architektur einen bewusst konservativen Gegenentwurf zu den in Köln stark vertretenen Tendenzen des Neuen Bauens darstellte.
Ab 1927 arbeitete Schulte-Frohlinde als städtischer Baurat in Nürnberg, entwarf kommunale Bauten wie das Pathologische Institut und das städtische Gaswerk.

### 1933 bis 1945
Als die Planungen für die Bauten und Anlagen des Reichsparteitagsgeländes in Nürnberg begannen, kam er in engeren Kontakt mit Albert Speer, der auch als Berater der neu gegründeten Deutschen Arbeits-Front (DAF) unter Robert Ley fungierte und das zugehörige Amt Schönheit der Arbeit leitete.
Für die eigene Bauabteilung der DAF wurde 1934 Schulte-Frohlinde auf Vorschlag Speers – der schon mit Aufträgen überlastet war – zunächst stellvertretender Leiter, ab 1936 Leiter dieses Architekturbüros der DAF. Schulte-Frohlinde entwarf die NS-Schulungsburgen Erwitte in Westfalen und Sassnitz auf Rügen, arrangierte Volksfeste in Berlin, Nürnberg und Hamburg, die Erste Internationale Handwerksausstellung 1938 in Berlin und übernahm den Bau des Gemeinschaftshauses der DAF in Berlin.
Im Zuge der Reorganisation der Ämter der DAF wurde ihm auch die Planungsabteilung des Reichsheimstättenamtes unterstellt, wo er unter anderem auch für Schulungen und Einstellungen von Architekten bei den Planungsstellen der Gauheimstättenämter verantwortlich zeichnete. Als der Generalinspekteur für das deutsche Straßenwesen, Fritz Todt, Schulte-Frohlinde beauftragte, eine „möglichst wirtschaftliche und dabei baukünstlerisch einwandfreie Fortentwicklung des Wohnungsbaus sicherzustellen“, konnte Schulte-Frohlinde sein Arbeitsgebiet ausweiten.
Für die verstärkte Rationalisierung des Wohnungsbaus wurden von der DAF-Bauabteilung Konstruktionsblätter mit „Reichsbauformen“ und „Landschaftsbauformen“ entwickelt, die – heimatverbunden auf die Typologie deutscher Landschaften bezogen – Grundriss-Typen, Fassaden-Muster, Planblätter für Einzelhäuser festlegten.
Als 1935/1936 in Braunschweig-Mascherode eine NS-Mustersiedlung der Deutschen Arbeitsfront errichtet werden sollte, wurde Schulte-Frohlinde Leiter des Architekturbüros der DAF für diese Siedlung. Mit ihrer Mischung aus Kleinsiedlerstellen, Einfamilien-, Reihenhäusern und Mietwohnungen sowie der Gliederung um einen zentralen Platz mit Gemeinschaftshaus, entstand das Bild einer traditionellen Dorfanlage, die das NS-Ideal der Bindung an die heimatliche Scholle architektonisch versinnbildlichte. 1936 entwarf er für die Olympischen Spiele in Berlin die KdF-Stadt. Seit 1937 gehörte Schulte-Frohlinde der NSDAP an.
Die konservative, traditionalistische Bauweise Schulte-Frohlindes prägte die Wohnungsbau-Architektur des Dritten Reichs und stellte dadurch den wohl bedeutsamsten Einfluss der Stuttgarter Schule auf das Bauen im Nationalsozialismus dar. Darüber hinaus gehörte Schulte-Frohlinde auch mit Publikationen wie dem Vorwort des Buches Bauten der Bewegung, in dem er mit der Anprangerung einer jüdisch-marxistischen Beeinflussung des deutschen Bauwesens offen antisemitische Tendenzen äußerte, zu den führenden Architekten dieser Zeit.
Im Zweiten Weltkrieg diente Schulte-Frohlinde von 1939 bis 1943 als Offizier in der Luftwaffe der Wehrmacht. Anfangs als Technischer Offizier im Stab des Kampfgeschwaders 2 eingesetzt, führte er 1940 als Hauptmann die Stabsstaffel dieses Geschwaders. Er wurde im Westfeldzug mit seiner Dornier Do 17Z abgeschossen und überlebte die Bruchlandung 15 km südwestlich von Diksmuide knapp.
Als Auszeichnung erhielt er die Spange zum Eisernen Kreuz erster Klasse und wurde zum Major befördert. 1941 wurde Schulte-Frohlinde zum Honorarprofessor für Architektur an der Technischen Hochschule München (TH München) ernannt.
Mitte 1941 wurde Schulte-Frohlinde von der Leitung des DAF-Architekturbüros entbunden und leitete ab diesem Zeitpunkt die Planung der Münchener Großbauten der DAF. Von 1943 bis 1945 übernahm er an der TH München den Lehrstuhl für Baukunst von German Bestelmeyer. In der Endphase des Krieges wurde er zum Gaudozentenbundführer des NSDDB im Gau München-Oberbayern ernannt. Im Arbeitsstab für den Wiederaufbau, der ab 1943 unter Leitung von Albert Speer tagte, war Schulte-Frohlinde als Berater beteiligt und wurde mit der Wiederaufbauplanung für Bonn betraut. Im August 1944 wurde Schulte-Frohlinde von Hitler in die Gottbegnadeten-Liste der wichtigsten Architekten aufgenommen.

### 1945 bis 1968
Nach dem Ende des Zweiten Weltkrieges verlor Schulte-Frohlinde die Professur an der TH München und kehrte in seine Heimatstadt Bremen zurück, wo er sich mit einem eigenen Architekturbüro erfolgreich etablieren konnte. Er übernahm den Vorsitz der sich neu etablierenden Ortsgruppe des Bundes Deutscher Architekten (BDA) und wurde später BDA-Landesvorsitzender. Schulte-Frohlinde blieb dabei seinen konservativen Bauvorstellungen treu und so wies durch seinen Einfluss der Wiederaufbau Bremens stark traditionalistische Züge auf.
Auf Initiative von Friedrich Tamms, den Schulte-Frohlinde bestens von der gemeinsamen Arbeit im Wiederaufbaustab kannte, wurde er nach Düsseldorf berufen und übernahm am 1. Januar 1952 die Leitung des Hochbauamtes. Seine Ernennung traf auf den Widerstand des sog. Architektenrings Düsseldorf, nach dessen Ansicht die Stadt bereits zu einem „Zentrum der ehemaligen Nazi-Prominenz“ geworden war. Angesichts der Besetzung des Postens mit Schulte-Frohlinde veröffentlichte dieser Kreis im Februar 1952 eine Stellungnahme:

„Unter den großen Städten Deutschlands hat Düsseldorf den traurigen Ruhm, diese Kulturspitzen des damaligen Systems in seine Aufbauarbeiten einzuspannen. Es geht hier nicht darum, etwa einem Menschen wegen der Zugehörigkeit zur Partei oder sonst einer Organisation den Prozeß zu machen, sondern darum, ob wir erkannt haben, wie tief die nationalsozialistische Vorstellung von Baukultur sich von der der Demokratie unterscheidet. Die Baulöwen der Parteibauten haben sich in ihrer Baugesinnung nicht geändert. Sie haben – wenn sie alt genug sind – diese Gesinnung schon vor dem Auftreten Hitlers gehabt und werden sie auch heute nicht ablegen. Wäre es nicht besser, sich bei der neuen Gestaltung unserer Stadt jener Männer zu bedienen, die mit Hitlers Kommen emigrieren oder untergrund gehen mußten, und deren kulturpolitische Vergangenheit keine Zweifel aufkommen läßt?
Die Liste der uns vorliegenden germanischen Kulturritter, die in oder für Düsseldorf tätig sind, beängstigt uns sehr. Wir sehen darin ein Symptom unserer Zeit und möchten verhindern, daß sich diese Clique über den Weg einer Rehabilitierung des unglückseligen Entnazifizierungsverfahrens wieder in die leitenden Stellungen drängt.
Wir protestieren darum dagegen, daß der Erbauer der NS-Schulungsburg Erwitte und Schöpfer des Reichsparteitagsgeländes, Professor von Hitlers Gnaden, Schulte-Frohlinde, die Geschicke der Düsseldorfer Bauverwaltung lenken soll.“

Der Architektenring führte Unterschriftenaktionen durch, suchte Unterstützung im In- und Ausland. Breitere Zustimmung fand er, als im Sommer 1950 Schulte-Frohlinde die Planung für die Erweiterung des Düsseldorfer Rathauses ohne Wettbewerb übertragen bekam und sein dann in die Öffentlichkeit gelangter Entwurf deutlich machte, dass er sich den früheren baulichen Idealen immer noch eng verbunden fühlte. Nun traten auch der BDA, die Rheinische Sezession, der Deutsche Werkbund und der Architekten- und Ingenieurverein Düsseldorf auf den Plan und veröffentlichten – zusammen mit dem Architektenring – eine gemeinsame Erklärung: „Einspruch gegen den Rathausneubau in Düsseldorf“.

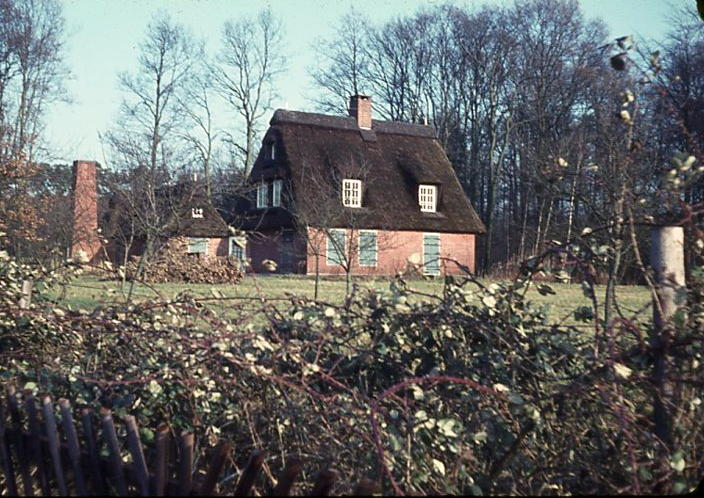
Wochenendhaus, Quelkhorn

Alle diese Versuche, auf die städtebauliche Entwicklung der Stadt und die damit einhergehende Kontinuität des Personals einzuwirken, bekannt unter dem Begriff Düsseldorfer Architektenstreit, blieben jedoch ohne Wirkung. Trotz dieser Widerstände, sowohl gegen seine Person als auch seine Bauauffassung, blieb Schulte-Frohlinde in dieser Position tätig und zeichnete für die vielen öffentlichen Hochbauten verantwortlich, etwa den Wiederaufbau des Opernhauses, für den er seinen Lehrer Bonatz, kurz vor dessen Tode, hinzuziehen konnte. Das Magazin Der Spiegel zitierte 1952 in einem Bericht über die Hintergründe und personalpolitischen Verflechtungen der Stadtentwicklung in Düsseldorf einen damals kursierenden Spottvers des Kom(m)ödchen:
Aller Anfang ist der Ziegel

Und dann später der Zement,

Aber nichts hält so zusammen

Wie ’ne Clique, die sich kennt.
1959 ging Schulte-Frohlinde in den Ruhestand. Sein Grab befindet sich auf dem Riensberger Friedhof in Bremen.

## Bauten

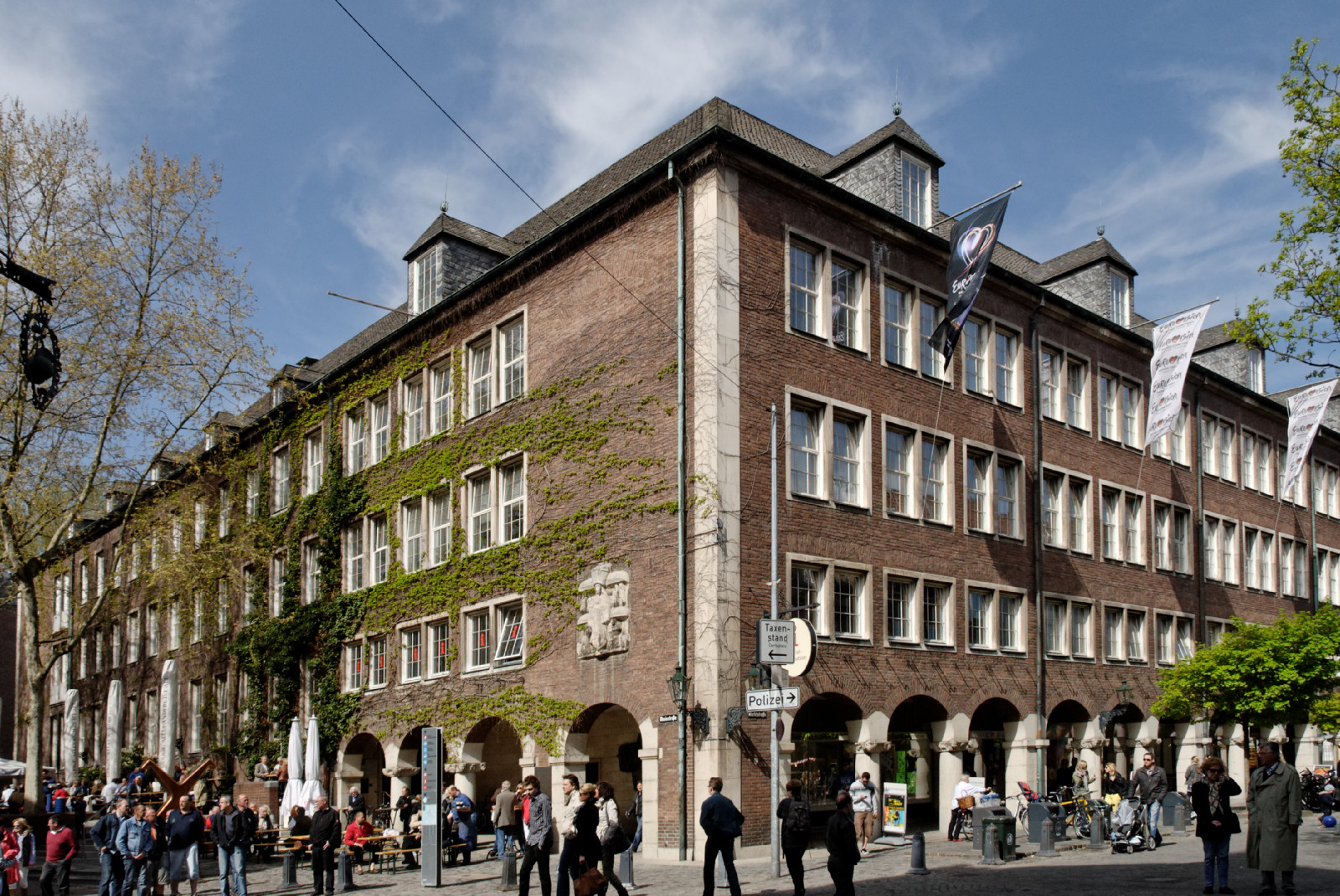
(Ehemalige) Kämmerei Düsseldorf

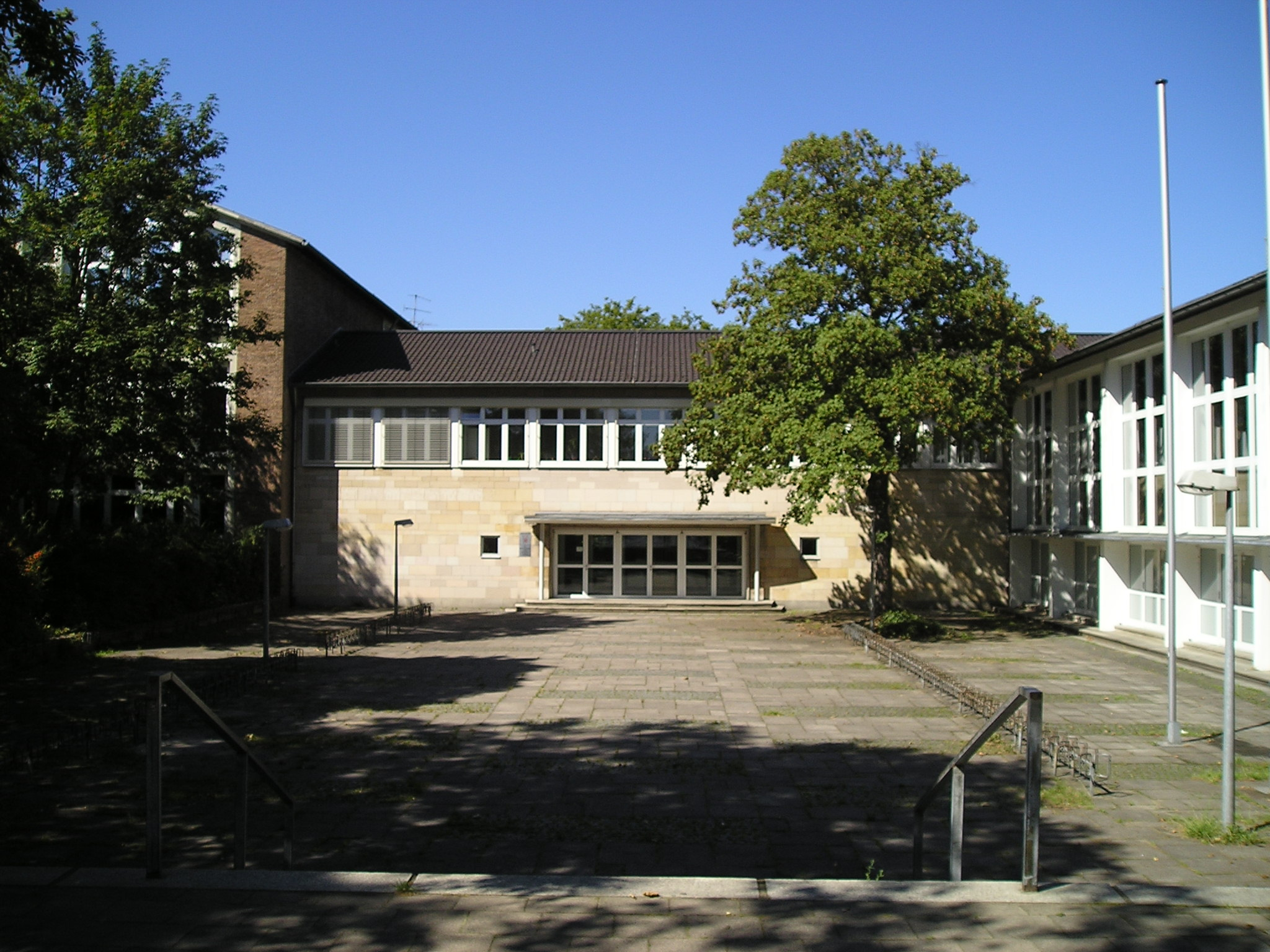
Annette-von-Droste-Hülshoff-Gymnasium (Benrath)

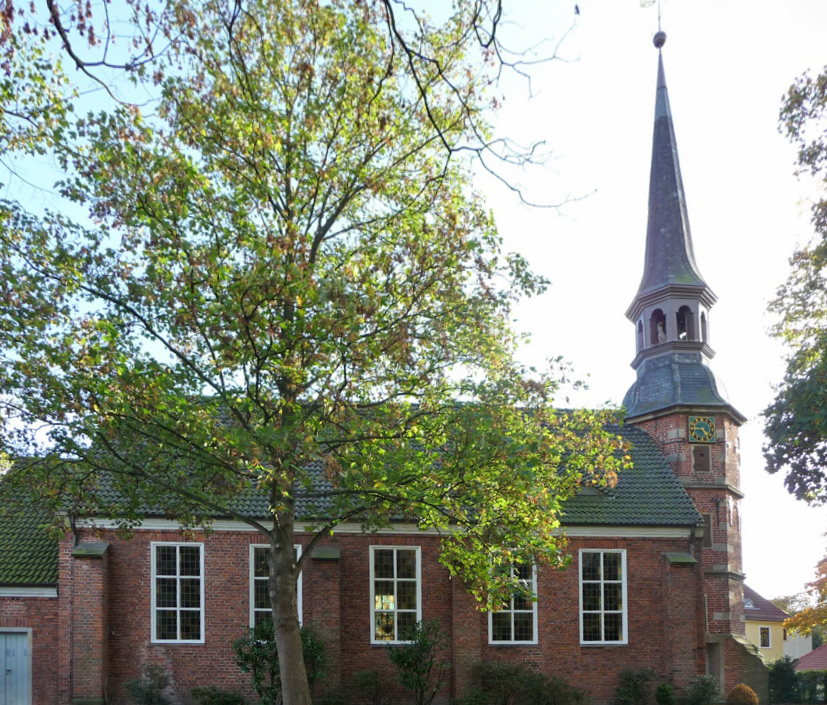
Waller Kirche, Bremen

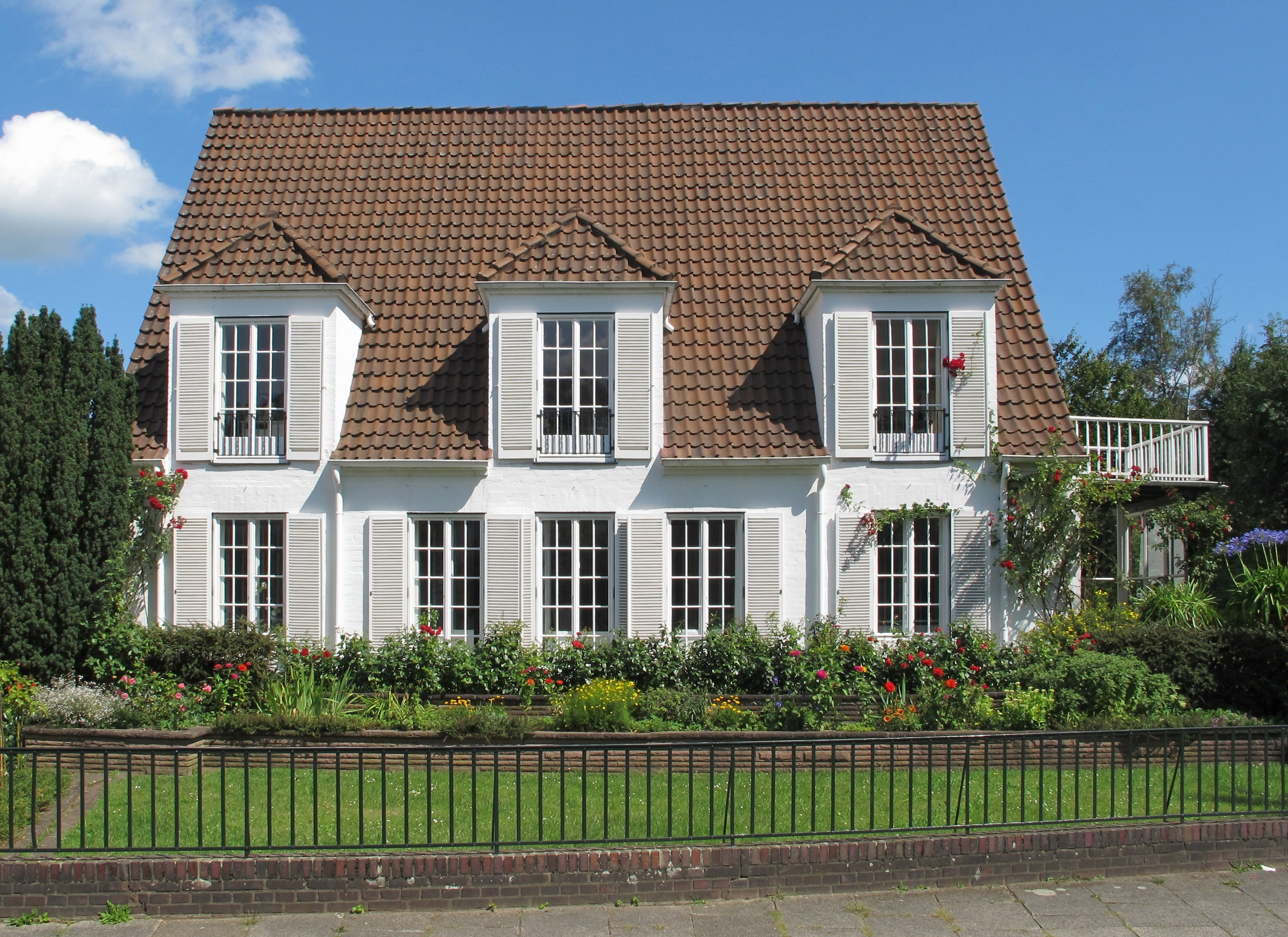
Haus Schmidt, Bremen

- 1928: Staatenhalle der Pressa-Ausstellung in Köln
- 1930–1931: Pathologisches Institut in Nürnberg
- 1932–1933: Städtisches Gaswerk in Nürnberg
- um 1933: Landwirtschaftsgebäude der Erziehungsanstalt Schloss Puckenhof, Buckenhof bei Erlangen
- 1934–1936: Schulungsburg der Deutschen Arbeitsfront (DAF) in Erwitte/Westfalen[9]
- 1936: KDF-Hallen in Berlin
- DAF-Gauverwaltung in Essen
- 1936–1939: Mustersiedlung „Südstadtsiedlung am Mascheroder Holz“ (heute: Braunschweig Stadtbezirk: 213 – Südstadt-Rautheim-Mascherode)
- 1937–1938: Schulungsburg der DAF in Sassnitz/auf Rügen[10]
- vor 1938: Umgestaltung einer historistischen Villa zum Gemeinschaftshaus der DAF in Berlin-Tiergarten[11]
- 1947–1952: Wohnbauten in Fischerhude und Quelkhorn
- 1949: Wiederaufbau Blumenhaus C. Kommer, Obernstraße 30, Bremen-Altstadt (gemeinsam mit Friedrich Schumacher)[12]
- 1950: „Oase“, Lichtspiele, Lahnstraße 46/64, Bremen-Neustadt[13]
- 1950: Einfamilienhaus in Bremen-Borgfeld[14]
- 1950: Café Jacobs in Bremen
- 1951: Haus Schmidt in Schwachhausen
- 1952–56: Waller Kirche in Bremen-Walle
- 1952: Ausstellungshalle an der Venloer Straße in Düsseldorf (Europahalle)
- 1952–1956: Verwaltungsgebäude Marktplatz 6 (ehemalige Kämmerei) in Düsseldorf
- 1954–1956: Opernhaus Düsseldorf (mit Ernst Huhn unter Leitung von Paul Bonatz)
- 1956–1957: Volksbücherei in Düsseldorf
- 1957–1958: Mädchengymnasium Benrath in Düsseldorf
- Schneider Wibbel Restaurant in Düsseldorf
- Salönkes Restaurant in Düsseldorf
- Villa in Mönchengladbach

## Schriften
- Das schlichte deutsche Grabmal. Nürnberg 1934.
- u. a.: Die landschaftlichen Grundlagen des deutschen Bauschaffens. Band III Der Osten. Verlag Georg D. W. Callwey, München o. J. (um 1940).
- Bauten zwischen gestern und heute. Düsseldorf 1960.